# Lycophotia andalusica
Lycophotia andalusica är en fjärilsart som beskrevs av Karl Schawerda 1934. Lycophotia andalusica ingår i släktet Lycophotia och familjen nattflyn. Inga underarter finns listade i Catalogue of Life.